# Hypectopa
Hypectopa is een geslacht van vlinders uit de familie mineermotten (Gracillariidae).
Het geslacht omvat één soort:
- Hypectopa ornithograpta Diakonoff, 1955